# Sybra bisignata
Sybra bisignata là một loài bọ cánh cứng trong họ Cerambycidae.